# Тиргел
Тиргел (нем. Tirggel или Züri-Tirggel) је традиционални божићни кекс из Цириха у Швајцарској.

Прави се од брашна и меда, танак је, тврд и сладак са утиснутом шаром на површини.

## Историја
Прва забележена производња тиргела забележена је у Цириху  1461. године под именом као диргел. Од тада се производе у Цириху на детаљно изрезбареним дрвеним калупима који приказују библијске или регионалне теме. У новије време дрвене калупе, од којих су четири изложена у Швајцарском националном музеју, заменили су поликарбонатни калупи којима је лакше руковати.

## Припрема
Тесто за тиргел се прави од брашна, 29 процената меда, мало шећера и воде. Постоји извор који тврди да је прављен и без шећера, што се сматра показатељем прехришћанског порекла тиргела.
Тесто се веома танко пресује у детаљно изрезбарене калупе различитих облика и величина. Кекси се пеку у рерни на високој температури на 400 °C  само 90 секунди. 

## Конзумација
Пошто је тиргел тврд и сув кекс, најбоље је када се сише неко време, што омогућава да арома меда постане израженија.
Тиргел је веома издржљив. Швајцарски писац Емануел Штикелбергер је 1939. године написао да „тиргел има задивљујући квалитет да не постаје бајат, и што је тврђи, то га је пријатније грицкати.”  Због његовог сложеног украшавања, традиционално произведен тиргел се често уопште не једе и уместо тога се чува као украс.